# Nuñomoral (kommunhuvudort)
Nuñomoral är en kommunhuvudort i Spanien.   Den ligger i provinsen Provincia de Cáceres och regionen Extremadura, i den centrala delen av landet, 220 km väster om huvudstaden Madrid. Nuñomoral ligger 502 meter över havet och antalet invånare är 1 540.
Terrängen runt Nuñomoral är huvudsakligen lite bergig. Nuñomoral ligger nere i en dal. Runt Nuñomoral är det glesbefolkat, med 8 invånare per kvadratkilometer. Närmaste större samhälle är Pinofranqueado, 13,6 km sydväst om Nuñomoral. Omgivningarna runt Nuñomoral är huvudsakligen savann.